# کلاس اومس
کلاس اومس (هلندی: Klaas Ooms; ۹ ژوئن ۱۹۱۷ – ۱۷ ژانویهٔ ۱۹۷۰) بازیکن فوتبال اهل پادشاهی هلند بود.